# Synegiodes lentiginosaria
Synegiodes lentiginosaria är en fjärilsart som beskrevs av Alfred Ernest Wileman 1911. Synegiodes lentiginosaria ingår i släktet Synegiodes och familjen mätare. Inga underarter finns listade i Catalogue of Life.